# Maserati Quattroporte
A Maserati Quattroporte egy négyajtós, szedán luxus sportautó, melyet az olasz Maserati autógyár gyárt. Nevét az olasz quattro porte, azaz magyarul négy ajtós jelentésű szóösszetételről kapta. E típusnak hat generációja létezik, melyek közül az elsőt 1963-ban hozták forgalomba. A napjainkban kapható szériát 2013-ban kezdték el forgalmazni.

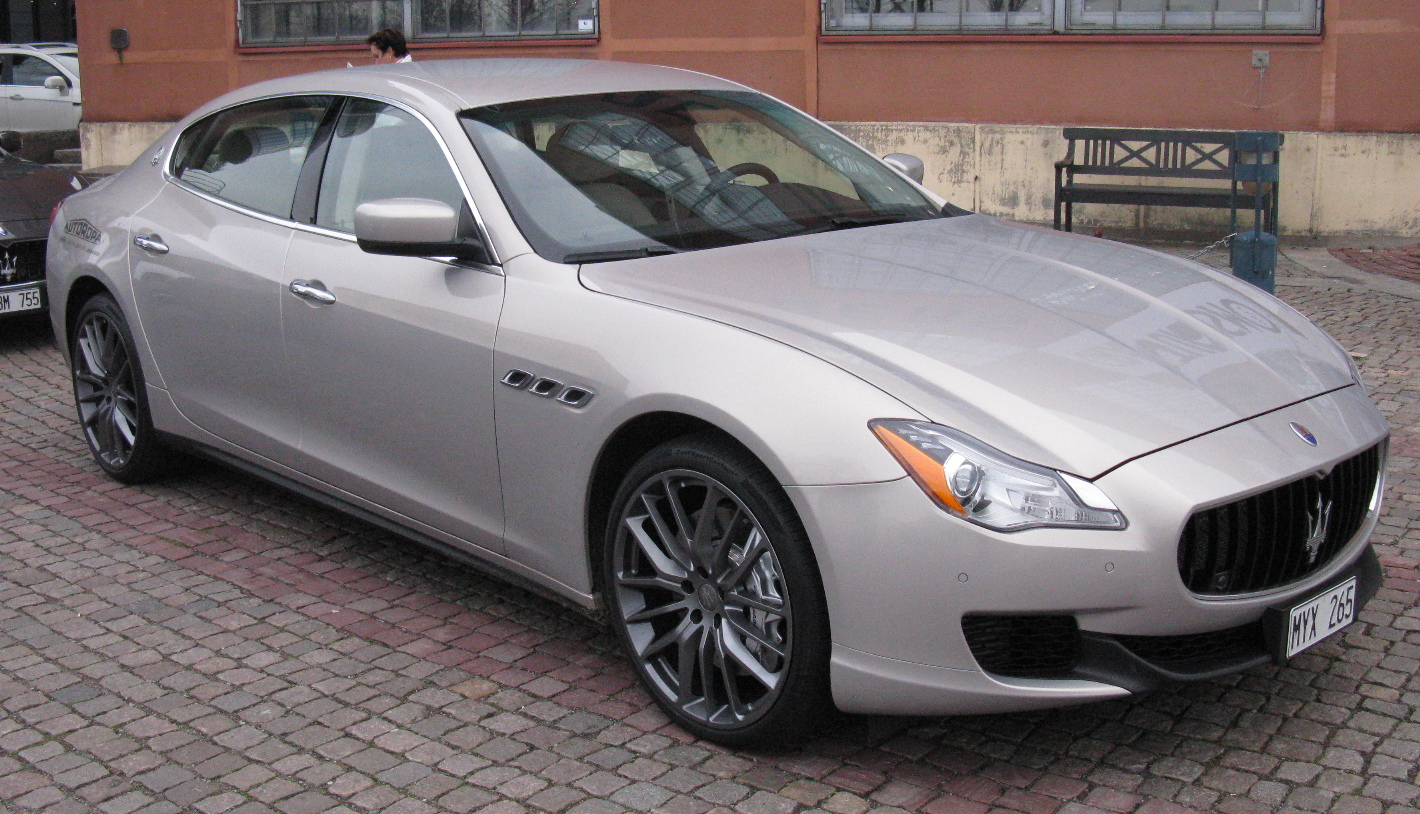
Maserati Quattroporte, 2013

### Quattroporte I (AM107, 1963–1969)
Az eredeti Maserati Quattroportét (Tipo AM107) 1963 és 1969 között gyártották. Ez nagy méretű szedán autó volt, melyet V8-as motor hajtott.

## Története
A torinói Pietro Frua feladata volt a Quattroporte megalkotása, aki a Maserati 5000 GT típusból merített ihletet az autóhoz. Az autó karosszériáját az olasz Vignale gyártó készítette.

## Series I (1963–1966)
A Quattroportét az 1963 októberében-novemberében megtartott Torinói Autószalonon mutatták be, ahol az akkor még a gyártás megkezdése előtt álló prototípus a Maserati standján kapott helyet a Mistral cupé mellett. A sorozatgyártást 1964-ben kezdte meg a vállalat. A Tipo 107 Quattroporte kapcsolódott a Facel Vega francia és a Lagonda Rapide autógyártók túraautóihoz és végsebessége elérte a 200 km/h sebességet. 4,1 literes 4,136 köbcentis V-8-as motorral került forgalomba, mely mintegy 260 lóerő leadására volt képes, mintegy 5000-es fordulatszám kíséretében. Ötsebességes ZF kézi sebváltóval, vagy rendelésre három sebességes Borg Warner automata sebváltóval szerelték fel. A Maserati cég állítása szerint az autó végsebessége 230 km/h volt. Az autóból az Amerikai Egyesült Államokba is exportáltak, ahol a szabályok kettős körkörös alakú fényszórót írtak elő, melyek az Európában használt szögletes lámpatesttől eltértek. 1963 és 1966 között 230 járművet szereltek össze ebből a típusból.

## Series II (1966–1969)

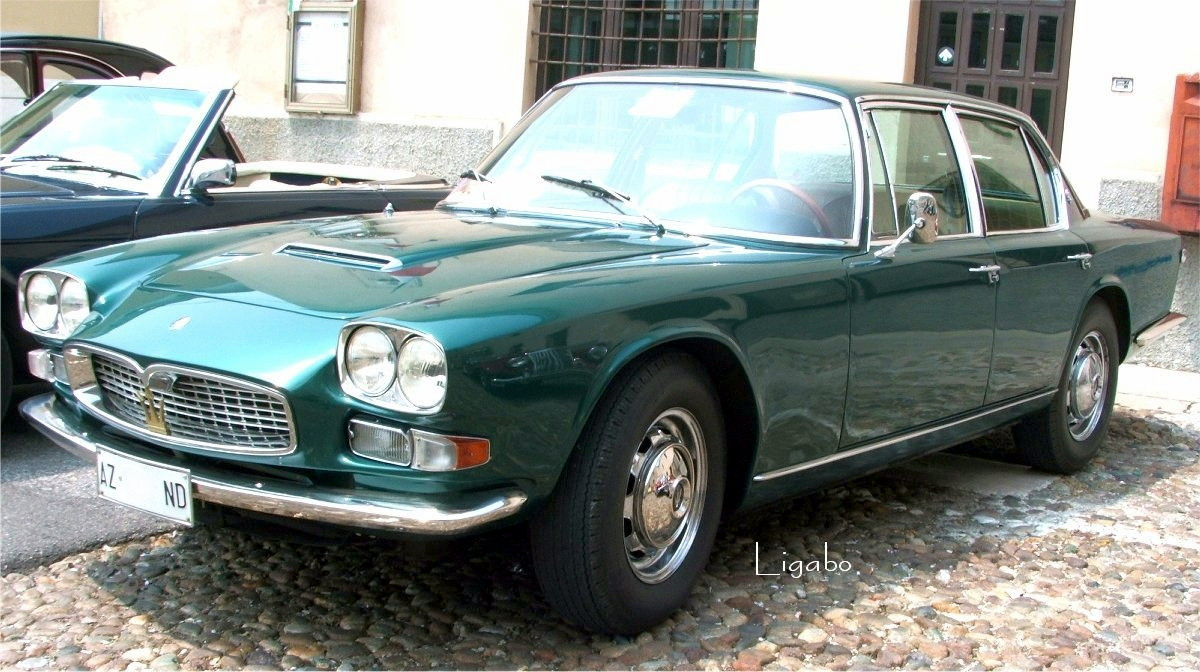
Maserati Quattroporte, 1968

1966-ban a Maserati felülvizsgálta a Tipo 107-et és alapfelszereléssé tette a kerek fényszórókat, melyek az Egyesült Államokban már korábban is használatban voltak. A járművet merev tengellyel és laprugókkal szerelték fel. A jármű belső terét teljesen újra tervezték, beleértve a műszerfalat is, mely teljes egészében fa berakásos műszerfalborítást kapott. 1968-ban a korábbi 4,1 literes motor mellé bevezették a 4,7 literes változatot (AM107/4700) is, melynek segítségével az autó teljesítménye 286 lóerőre változott. A jármű végsebessége elérte az elvárt 255 km/h sebességet, amely a Quattroporte 4700-ast a kor leggyorsabb négyajtós szedánjává tette. Körülbelül 500 darabot gyártottak ebből a verzióból,valamint 776 darab készült a Quattroporte Tipo 107-esből. Ennek a változatnak a gyártását 1969-ben fejezte be a gyár.

## Jellemzői
A Quattroporte első generációinak acélból készült alvázszerkezete volt, melyet egy elülső segédváz egészített ki. Az első kerékfelfüggesztések függetlenek voltak, spirálrugókkal, valamint hidraulikus lengéscsillapítókkal. A hátsó kerék felfüggesztéseket spirálrugókkal oldották meg, amelyek úgy nevezett De Dion-csőben futottak, melyeknél belső féket alkalmaztak az első sorozatoknál, melyet később lecseréltek a jóval hagyományosabb Salisbury márkájú laprugókra. mindkét tengelyre kipörgésgátlókat szereltek. Mind a négy keréken Girling tárcsaféket használtak. A differenciálmű választható tartozék volt.

## Motorok
A motorok alumíniumból készült V8-as motorok voltak, melyek a Maserati cégnél a Quattroporte esetében debütáltak. Kettős lánchajtásos felül vezérelt vezérműtengellyel volt ellátva mindkét oldalon, melyek 32 fokban megdöntött hengerei félgömb égéstérrel bírtak.

## Fordítás
- Ez a szócikk részben vagy egészben  a   Maserati Quattroporte című angol Wikipédia-szócikk ezen változatának fordításán alapul.  Az eredeti cikk szerkesztőit annak laptörténete sorolja fel. Ez a jelzés csupán a megfogalmazás eredetét és a szerzői jogokat jelzi, nem szolgál a cikkben szereplő információk forrásmegjelöléseként.